# 進行諸島
進行 諸島（しんこう しょとう）は、日本のライトノベル作家、シナリオライター。

## 経歴・人物
2015年、小説投稿サイト「小説家になろう」に連載していた『異世界転移したのでチートを生かして魔法剣士やることにする』が書籍化され商業デビュー。
2017年に『失格紋の最強賢者』小説版、漫画版が発売。
2022年に『失格紋の最強賢者』『転生賢者の異世界ライフ』がアニメ化。
囲碁は野狐囲碁で5 - 7段の腕前であり、2024年に行われた日本推理作家協会の囲碁同好会の大会には8段格で参加、優勝した竹本健治からは同格と評された。

## 作品リスト
- 異世界転移したのでチートを生かして魔法剣士やることにする
  - 小説版（GCノベルズ、2015年10月 - 2017年7月、イラスト：ともぞ、全5巻）
  - 漫画版（マンガUP!、漫画：なのら（作画）・渡辺樹（構成）、キャラクター原案：ともぞ、2020年7月 - 、既刊12巻）
- 失格紋の最強賢者 〜世界最強の賢者が更に強くなるために転生しました〜
  - 小説版（GAノベル、2017年5月 - 、イラスト：風花風花、既刊20巻）
  - 漫画版（マンガUP!、漫画：肝匠&馮昊 (Friendly Land)、キャラクター原案：風花風花、2017年12月 - 、既刊30巻）
- 転生賢者の異世界ライフ 〜第二の職業を得て、世界最強になりました〜
  - 小説版（GAノベル、2018年5月 - 、イラスト：風花風花、既刊16巻）
  - 漫画版（マンガUP!、漫画：彭傑（Friendly Land）、キャラクター原案：風花風花、2018年9月 - 、既刊23巻）
- 異世界賢者の転生無双 〜ゲームの知識で異世界最強〜
  - 小説版（GAノベル、2019年4月 - 、イラスト：柴乃櫂人、既刊9巻）
  - 漫画版（マンガUP!、漫画：三十三十、キャラクター原案：柴乃櫂人、2020年2月 - 、既刊11巻）
- 異世界転生で賢者になって冒険者生活 〜【魔法改良】で異世界最強〜
  - 小説版（GAノベル、2019年5月 - 、イラスト：カット、既刊4巻）
  - 漫画版（マンガUP!、漫画：神名ゆゆ、キャラクター原案：カット、2021年4月 - 、既刊6巻）
- 暗殺スキルで異世界最強 〜錬金術と暗殺術を極めた俺は、世界を陰から支配する〜
  - 小説版（GAノベル、2020年1月 - 、イラスト：赤井てら、既刊3巻）
  - 漫画版（マンガUP!、漫画：Coin、キャラクター原案：赤井てら、2020年12月 - 、既刊4巻）
- 極めた錬金術に、不可能はない。 〜万能スキルで異世界無双〜
  - 小説版（GAノベル、2020年4月 - 、イラスト：fame、既刊2巻）
  - 漫画版（マンガUP!、漫画：綾瀬れつ、キャラクター原案：fame、2022年10月 - 2024年1月、全3巻）
- 殲滅魔導の最強賢者 無才の賢者、魔導を極め最強へ至る
  - 小説版（GA文庫、2020年9月 - 、イラスト：風花風花、既刊3巻）
  - 漫画版（マンガUP!、漫画：月澪・彭傑、キャラクター原案：風花風花、2020年9月 - 、既刊8巻）
- 双翼の武装使い（月刊少年ガンガン、2021年3月号[7] - 2022年10月号[8]、漫画：sanorin、ガンガンコミックス、全3巻）
- 常識知らずの最強魔導師（ゼノン編集部、2023年7月14日[9] - 、原作：蒼月浩二・すかいふぁーむ、漫画：妹尾拓実、協力：peep） - 原案担当[10]。